# Хлебный дом (Царицыно)
Хле́бный дом (Ку́хонный ко́рпус) — здание, входящее в комплекс застройки Царицынского дворцово-паркового ансамбля. Предназначалось для размещения кухонь и хозяйственных служб; возведено в 1784—1785 годах по проекту и под руководством Василия Баженова в ходе строительства подмосковной резиденции императрицы Екатерины II.
Название «Хлебный дом» здание получило в XIX веке из-за размещённых на парадных фасадах особых горельефов в виде каравая и солонки.
Здание является одной из самых интересных построек Баженова; а также — самым большим сооружением архитектора из сохранившихся в Царицыне и вообще в Москве.

## История Хлебного дома
Баженов в ходе работы над Царицыном с 1778 года неоднократно испрашивал разрешения приступить к строительству Кухонного корпуса — задуманное им здание являлось важнейшим элементом ансамбля, — но всякий раз получал распоряжение заниматься другими постройками. Лишь весной 1784 года, когда все работы были форсированы ввиду предстоящего визита императрицы, началось возведение одного из самых крупных сооружений царицынского ансамбля. Одновременно со зданием кухонь в Царицыне строились Большой мост через овраг, Первый и Второй Кавалерские корпуса и некоторые павильоны. 21 июля Баженов докладывал в письме А. А. Безбородко, что подвалы и ледники Кухонного корпуса готовы, а сам он построен до половины первого этажа. К маю 1785 года здание вчерне было завершено, имелась временная крыша, внутренние помещения, рамы в части оконных проёмов.
Екатерина II осталась недовольна проделанной работой — основные, жилые дворцовые сооружения ей не понравились; в 1786 году Баженов был отстранён от всех возложенных на него обязанностей. В дальнейшем руководил строительством Царицына Матвей Казаков. В 1787—1788 годах Кухонный корпус был доделан и получил постоянную железную кровлю, но она отличалась от первоначального проекта. Баженов запланировал здание кухонь с плоской крышей; Казаков сделал её со скатами — силуэт здания от этого несколько изменился.

### Дальнейшая судьба
Кухни Хлебного дома должны были разделяться по статусу на «верхнюю кухню» (обслуживавшую стол Её императорского величества и Их Императорских высочеств), «среднюю кухню» (для дежурных кавалеров и статс-дам) и «нижнюю кухню» (для караульных офицеров и «камер-юнфар» (камер-юнгфрау). Планировались столы «общей столовой» из трёх классов: 1 — камердинерский и камер-юнкерский, 2 — официантский, 3 — ливрейный (для прислуги). Для каждого из столов предполагался свой штат служителей и набор продуктов. Часть продуктов должна была полагаться мундкохам (старшим поварам) и кохам.
Некоторое время, пока строился новый Большой дворец, корпус использовался по своему прямому назначению; здесь же размещались хозяйственные службы царицынской усадьбы в начале XIX века. В годы царствования Александра I из здания выламывали кирпич для строительства садовых павильонов в парке.
В 1849 году архитектор В. Г. Дрегалов в соответствии с распоряжением Николая I составил проект приспособления Хлебного дома под лечебницу и богадельню; в результате перестройки внутри здания появилась новая просторная лестница на второй этаж. В 1852 году в корпусе открылась больница для крестьян дворцового ведомства, но функционировала недолго, до 1859 года; богадельня так и не была открыта. В здании также проживали царицынские садовники и служители усадьбы. В 1870-х годах непродолжительное время в нескольких помещениях здания располагалось ремесленное училище; а с 1880-х комнаты в отделанной части здания (около трёх десятков) стали сдаваться на лето внаём — Царицыно в то время стало популярным дачным местом. В 1920-е годы в Хлебном доме стихийно возникли коммуналки — они заняли обжитую часть здания; другая часть продолжала пустовать, зарастая травой и деревьями. Коммуналки просуществовали до 1970-х годов.

### Реставрация и реконструкция
Реставрационные работы начались в 1987 году, но из-за финансовых трудностей в 1990-е велись очень медленно. В 2005—2006 годах, после того, как музей-заповедник «Царицыно» стал собственностью города, Хлебный дом был реконструирован. (К моменту передачи в собственность города реставрация здания была почти завершена.) Хлебный дом приобрёл парапет, который Баженов не успел возвести, но крыша при этом была оставлена покатой, а не плоской, как в баженовском проекте. Внутренний двор Кухонного корпуса был перекрыт стеклянным куполом и превращён в атриум, отчего силуэт здания ещё более изменился по сравнению как с проектом Баженова, так и с «историческим» внешним видом, существовавшим в XIX—XX веках. Реконструкция здания вызвала критику специалистов в СМИ. Директор Института искусствознания РАН Алексей Комеч отмечал, что искажение облика здания, являющегося памятником архитектуры федерального значения, при научной реставрации недопустимо. Обращение в Генеральную прокуратуру с требованием остановить возведение купола, нарушающее закон об охране памятников культуры, осталось безрезультатным: здание было реконструировано по первоначальному проекту. Стеклянный купол внёс новый элемент в царицынский ансамбль, тем самым разрушив архитектурно-художественный образ, задуманный Баженовым — с подчёркнуто горизонтальными линиями крыш почти всех зданий.
Работы проводились под руководством М. Л. Фельдмана (проект разработан Мастерской № 13 «Моспроекта-2»; руководитель О. Е. Галаничева). В сентябре 2006 года в День города Хлебный дом был открыт; в нём ныне размещены основные экспозиции музея-заповедника «Царицыно»; атриум используется как концертный и выставочный зал.

## Архитектурные особенности
Кухонный корпус представляет собой в плане квадрат со скруглёнными углами и имеет внутренний двор. Углы здания сориентированы по сторонам света, поэтому на дворцовую площадь ансамбля оно выходит под углом, северо-западным фасадом, тем самым замыкая перспективу площади. По замыслу Баженова, Кухонный корпус должен был играть очень важную роль в композиции царицынской застройки: расположенное на холме, в наивысшей точке всего ансамбля, крупное здание должно было стать наряду с непостроенным Конюшенным корпусом ведущим элементом дальнего плана парадных царицынских фасадов.

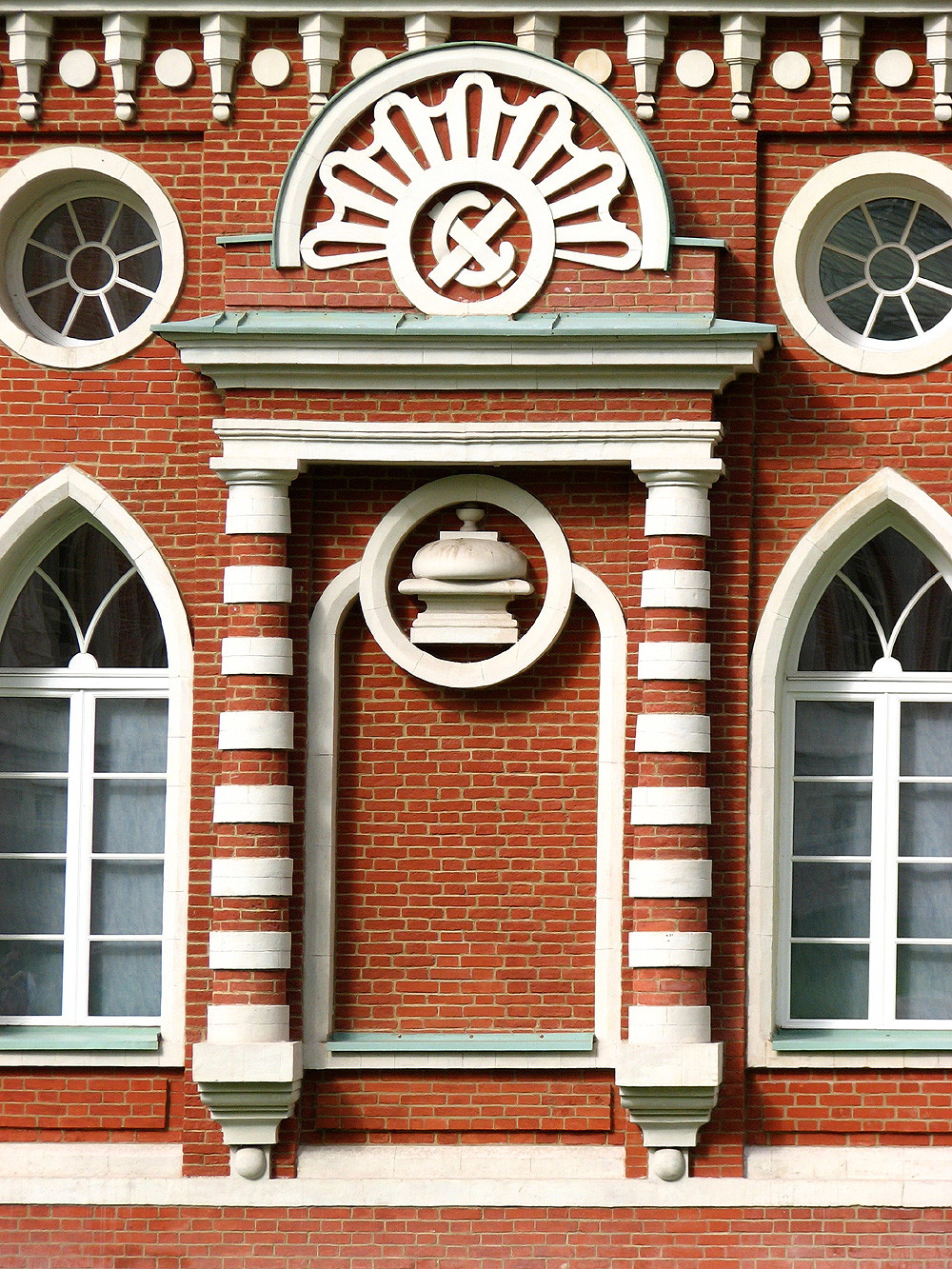
Горельеф, давший второе имя сооружению, и вензель «ХС» над ним

Внешний вид Кухонного корпуса ничем, кроме горельефов, не выдаёт его служебного предназначения; скорее наоборот, здание воспринимается как полноценный дворец. В этом проявился баженовский «театр архитектуры»: прозаические кухни должны были скрываться под маской дворца. Хлебный дом уникален для русской классической архитектуры. Его формы отличаются особой, глубоко продуманной, лаконичной выразительностью и спокойствием линий. Ясные уравновешенные пропорции, соразмерность деталей создают цельный и гармоничный художественный образ. Декоративное решение с изысканной формой окон, мощными белокаменными карнизами, дважды опоясывающими здание, делает его похожим на североитальянские палаццо. Одновременно Хлебный дом похож и на неприступные средневековые арсеналы и имеет черты сходства с за́мками — скруглённые углы подчёркивают замкнутость здания, а со стороны парадных фасадов отсутствуют входы. Они расположены с другой, непарадной стороны здания и ведут во внутренний двор, в котором, в свою очередь, имеются лестницы непосредственно в помещения Кухонного корпуса. Такое решение обеспечивало бы незаметность хозяйственной жизни для венценосных обитателей царицынских дворцов.
Два горельефа-эмблемы в виде каравая с солонкой, украшающие фасады, развёрнутые к парадной части царицынского ансамбля, являются единственными скульптурными украшениями здания. Над сандриками, венчающими горельефы, размещается вензель из букв «Х» и «С» (хлеб-соль); «С» выполнена в форме калача, а «Х» напоминает скрещённые линейки — намёк на принадлежность к масонству Баженова (в качестве тайных символов масоны использовали в том числе и инструменты строителей и архитекторов). Одна из легенд, связанных с масонством Баженова, гласит, что в художественном образе Хлебного дома архитектор метафорически отобразил «братскую трапезу масонов». Окна первого этажа изображают высокие стулья братьев, сидящих спиной к наблюдателю, окна второго — фигуры братьев, сидящих напротив, лицом к наблюдателю, а круглые окна между ними и детали карниза — блюда и бокалы.
Баженов при проектировании здания кухонь проявил себя мастером, знающим многие тонкости кулинарных технологий. Всего им было запланировано восемь кухонь, среди них — специализированные кухни вроде кондитерских цехов и тому подобных. Помимо кухонь, часть помещений планировалось обустроить под «скатерные», «буфетные» и прочие комнаты для хранения столовой утвари и посуды; другие — для проживания служителей и поваров; три комнаты отводились аптекарю и для хранения лекарств. Подвалы здания предназначались для обустройства ледников и винных погребов; к их строительству Баженов относился дотошно, отказавшись использовать стройматериалы из ближних мест в пользу белого камня из хорошёвских каменоломен, отличавшегося особыми свойствами по влаго- и морозостойкости. Среди хозяйственных построек других императорских резиденций России Хлебный дом не имеет аналогов не только в художественном отношении, но и в функциональном.

## Залы Хлебного дома

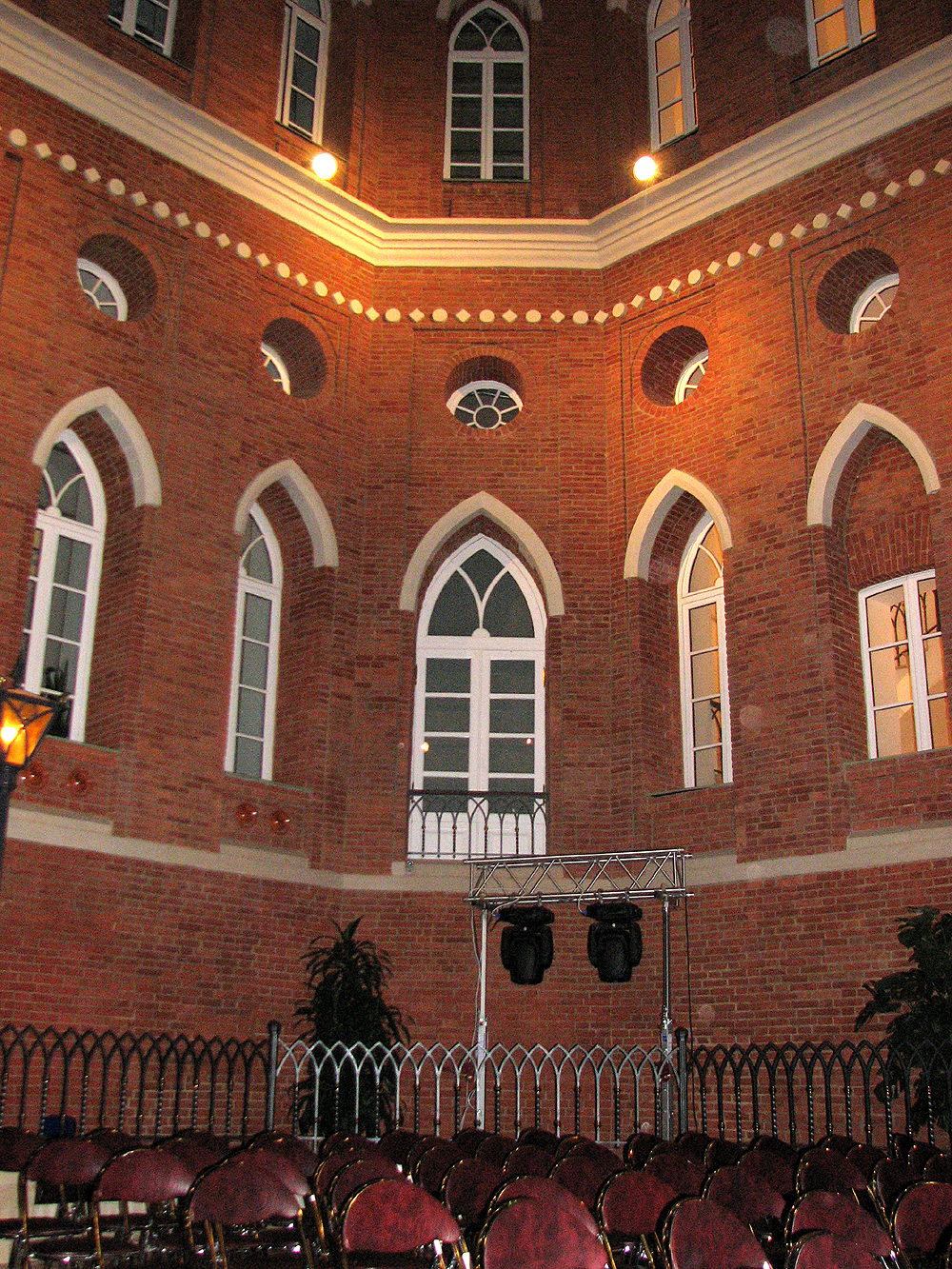
В атриуме Хлебного дома

Особенностью планировки Кухонного корпуса является анфиладное построение помещений, расположенных по внешнему периметру контура здания. Они предполагались в качестве основных, рабочих помещений с печами и очагами. При всём их утилитарном назначении Баженов и здесь проявил себя как незаурядный художник: некоторые просторные залы, завершающиеся сводами совершенных пропорций, оставляют впечатление древнерусских боярских хором или напоминают монастырские трапезные. Угловые комнаты по открывающейся игре перспектив ассоциируются с барочными дворцовыми залами. Комнаты, выходящие окнами во внутренний двор, предназначались для проживания обслуживающего персонала и служебных целей.
Теперь залы используются для размещения основных экспозиций, составленных из коллекций музея-заповедника «Царицыно». Здесь можно увидеть оригинальные эскизы и чертежи царицынских построек, созданных Баженовым и Казаковым; предметы быта и декоративно-прикладного искусства второй половины XVIII века.
В залах размещается экспозиция «Искусство в границах СССР» — эта коллекция положила начало музею декоративно-прикладного искусства народов СССР, созданному в 1984 году и преобразованному в 1993 в музей-заповедник «Царицыно». В залах представлены произведения традиционного народного искусства русских мастеров из различных регионов, а также народных умельцев из Беларуси, Украины, Прибалтики, Кавказа и Закавказья, Поволжья, Средней Азии. Различными произведениями представлены известнейшие центры народных художественных промыслов — Хохлома, Богородское, Каргополь, Скопино, Городец и другие. Широко представлено гончарное ремесло — характерной для разных народов посудой, изразцами, игрушкой. В экспозиции представлены также ткаческие изделия, вышивка, народные костюмы.
Атриум Хлебного дома, появившийся в 2006 году в процессе реконструкции здания, используется для проведения выставок и концертов. В 2008 году ко Дню города Москвы в атриуме появился орган-портатив, и теперь здесь проводятся концерты органной музыки. Орган изготовлен в Германии специально для атриума Хлебного дома, с учётом особенностей акустики зала. Вес инструмента составляет около 2,2 тонн; в нём 734 трубы, два мануала и 30-клавишная педальная клавиатура. 6 сентября 2008 года в Хлебном доме состоялся первый органный концерт — участвовали органист Александр Майкапар и ансамбль духовых инструментов «Модус Вивенди».

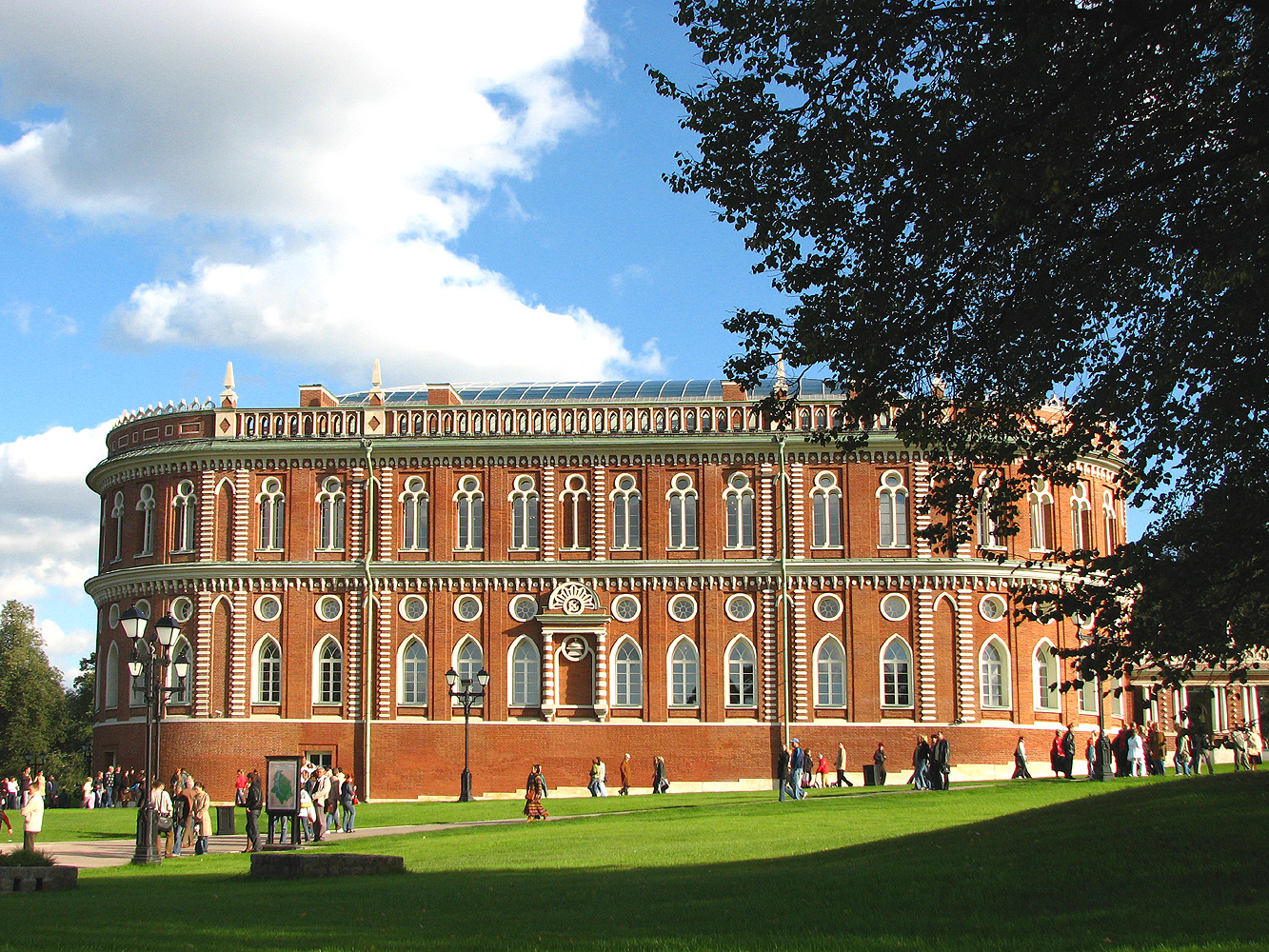
Северо-западный фасад
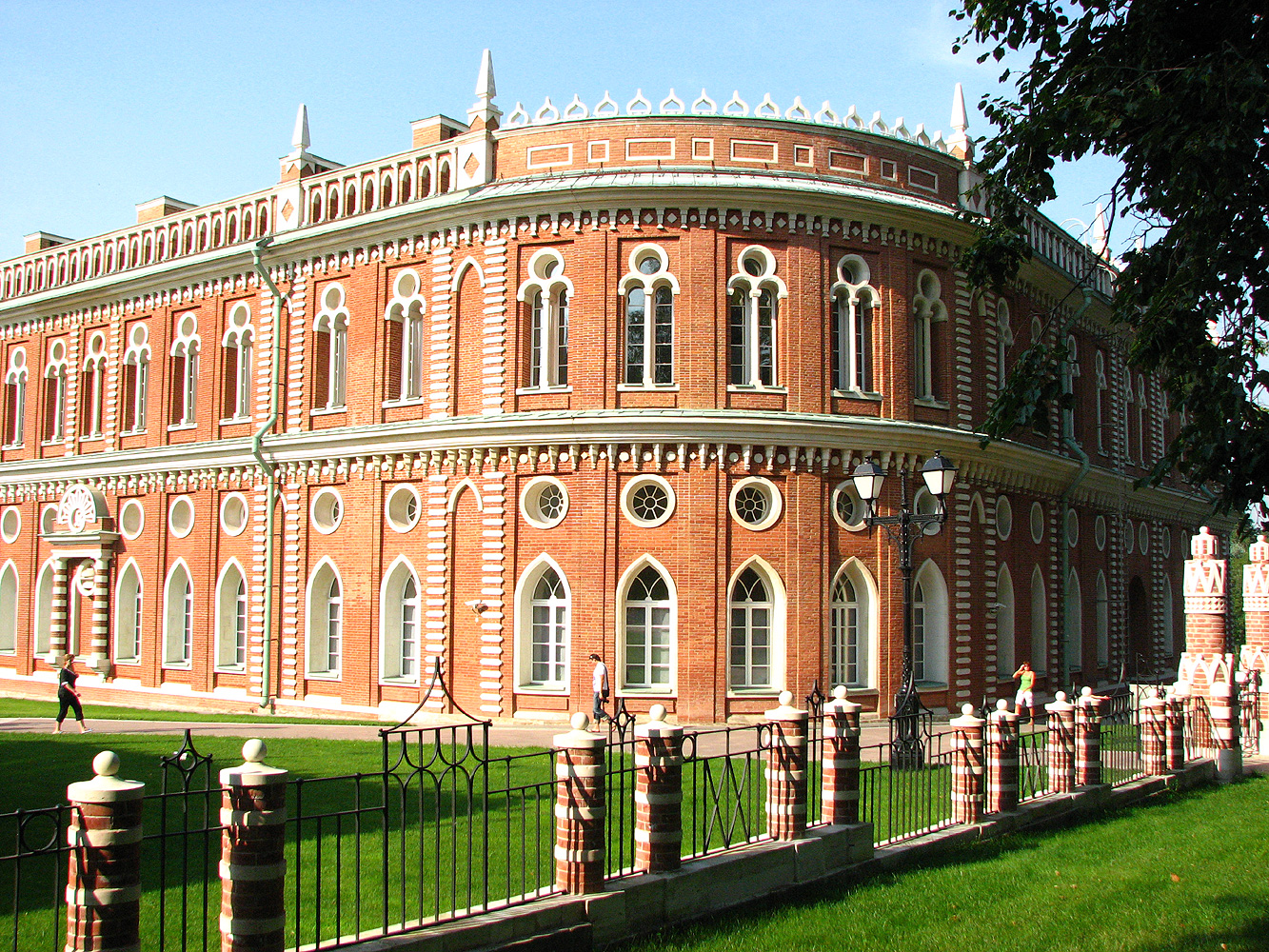
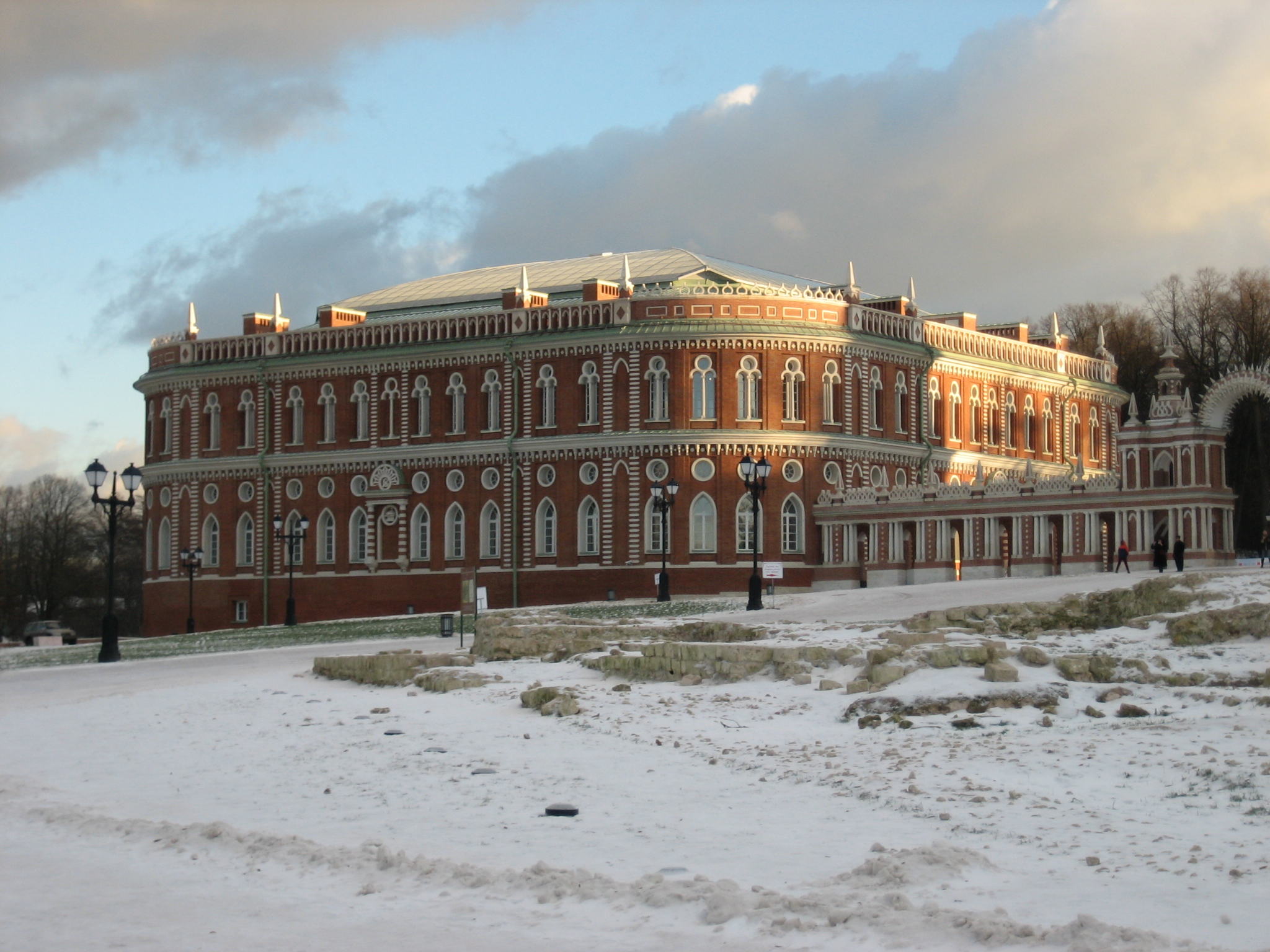
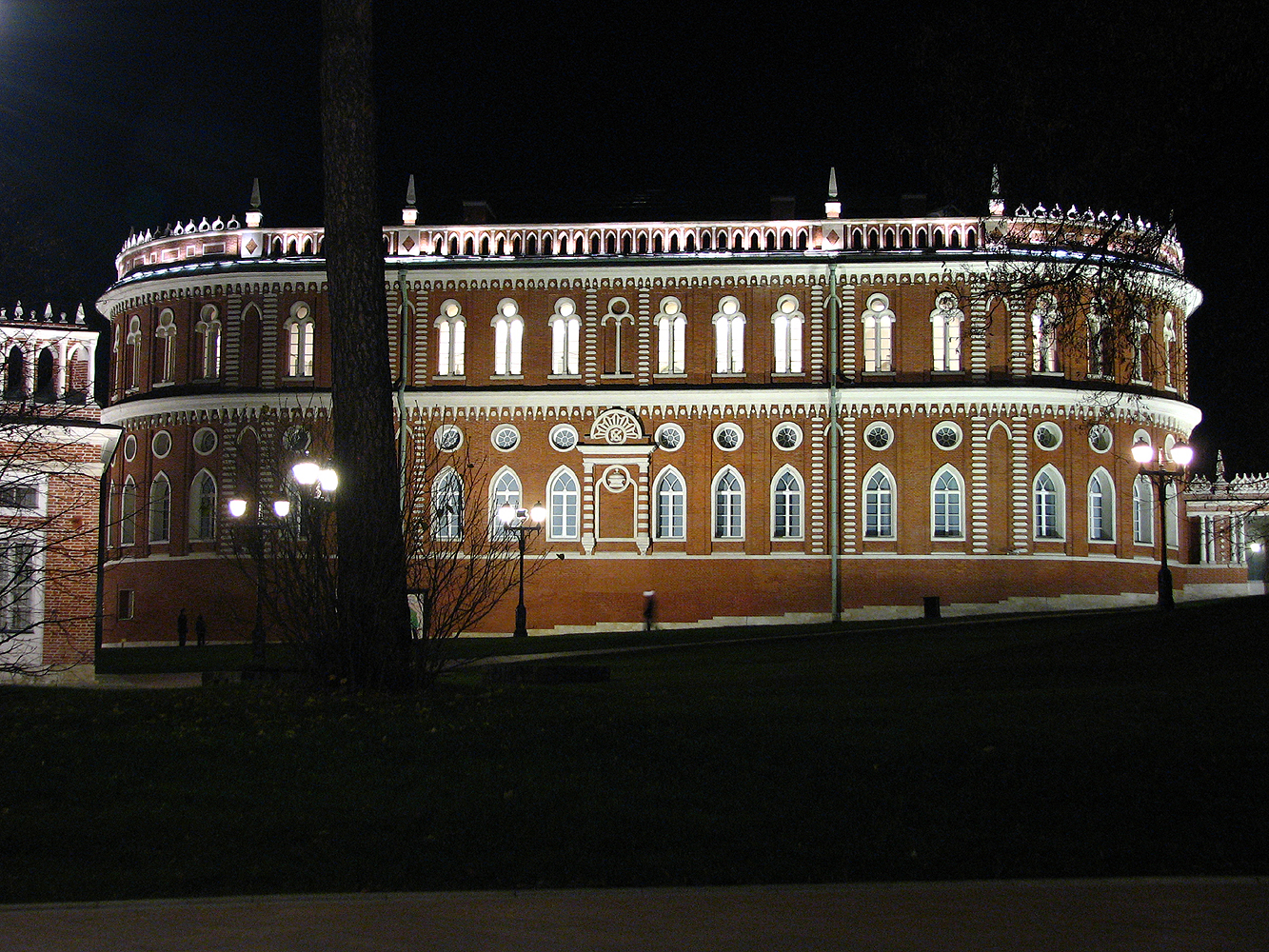